# Stazione di Barbaresco
La stazione di Barbaresco era una fermata ferroviaria posta sulla linea Alessandria-Cavallermaggiore. Serviva il centro abitato di Barbaresco.

## Storia
La fermata di Barbaresco venne attivata nel 1916.
Venne soppressa nel 2003.
Nel 2016 il fabbricato viaggiatori viene ceduto a privati che lo convertono in locale di ristorazione.

## Strutture e impianti
La fermata disponeva di una banchina che serviva l'unico binario presente. Accanto ad essa è posto il fabbricato viaggiatori, sviluppato su due piani e al 2016 convertito completamente in ristorante.

## Movimento
Il servizio viaggiatori era svolto da regionali di Trenitalia nell'ambito del contratto con Regione Piemonte.